# Kruševo (Bresztovác)
Kruševo falu Horvátországban Pozsega-Szlavónia megyében. Közigazgatásilag Bresztováchoz tartozik.

## Fekvése
Pozsegától légvonalban 19, közúton 22 km-re északnyugatra, községközpontjától légvonalban 16, közúton 24 km-re északra, Szlavónia középső részén, a Papuk-hegység területén, a Szalatnokot Pozsegával összekötő 69-es számú főúttól keletre fekszik.

## Története
A település már a középkorban is létezett, 1250-ben „Hrwsowcz” néven a Rad család birtokaként említik először. Ezután 1435-ben és 1488-ban is szerepel az írásos forrásokban. A középkori település a 16. században a török hódítás során pusztulhatott el. A mai falu török kiűzése után, a 18. század első felében keletkezett Boszniából érkezett pravoszláv vlachok betelepülésével. Lakosságát 1724-ben említik először. Az első katonai felmérés térképén „Dorf Krussevo” néven találjuk. Lipszky János 1808-ban Budán kiadott repertóriumában „Krussevo” néven szerepel. Nagy Lajos 1829-ben kiadott művében „Krussevo” néven összesen 9 házzal, 89 ortodox vallású lakossal találjuk. 1857-ben 102, 1910-ben 229 lakosa volt. 1910-ben a népszámlálás adatai szerint teljes lakossága szerb anyanyelvű volt. Pozsega vármegye Pakráci járásának része volt. Az első világháború után 1918-ban az új szerb-horvát-szlovén állam, majd később (1929-ben) Jugoszlávia része lett. A második világháború idején 1942-ben és 1943-ban súlyos harcok zajlottak itt, végül az egész vidék a partizánok ellenőrzése alá került. 1991-ben teljes lakossága szerb nemzetiségű volt. A délszláv háború során 1991 októberének elején foglalták el a JNA banjalukai hadtestének csapatai. A horvát hadsereg 123. pozsegai dandárjának egységei az Orkan ’91 hadművelet során 1991. december 16-án foglalták vissza. A szerb lakosság elmenekült. 2011-ben már nem volt állandó lakossága.

## Lakossága
| Lakosság változása | Lakosság változása | Lakosság változása | Lakosság változása | Lakosság változása | Lakosság változása | Lakosság változása | Lakosság változása | Lakosság változása | Lakosság változása | Lakosság változása | Lakosság változása | Lakosság változása | Lakosság változása | Lakosság változása | Lakosság változása |
| ------------------ | ------------------ | ------------------ | ------------------ | ------------------ | ------------------ | ------------------ | ------------------ | ------------------ | ------------------ | ------------------ | ------------------ | ------------------ | ------------------ | ------------------ | ------------------ |
| 1857               | 1869               | 1880               | 1890               | 1900               | 1910               | 1921               | 1931               | 1948               | 1953               | 1961               | 1971               | 1981               | 1991               | 2001               | 2011               |
| 102                | 118                | 144                | 171                | 191                | 229                | 215                | 246                | 65                 | 63                 | 44                 | 29                 | 17                 | 17                 | 1                  | 0                  |